# Aspabides
Aspabides (em grego: *ἀσπαβίδης)[a] ou aspabede (em persa médio e em parta: aspbed) foi um título atestado em documentos do Império Arsácida e início do Império Sassânida.

## História
Aspabides foi escrito em documentos mais antigos na forma asppat, oriunda do persa antigo *aspa-pati-, "mestre dos cavalos, chefe da cavalaria". Um título similar é registrado num documento elamita do ano 20 do reinado de Dário I na forma aššabattiš (*asa-patiš) e no contexto parece indicar o oficial subordinado encarregado com o fornecimento de cavalos. Óstracos partas de Nisa datados de 87 e 76 a.C. mencionam "Tirídates, grandes aspabides, comandante chefe da cavalaria" (Tyrydt mazan asppat). Esta posição deve ter sido uma das mais elevadas no exército parta, pois os arsácidas tiravam da cavalaria sua principal força. O ofício arsácida armênio de aspetes esteve intimamente relacionado ao aspabides parta e parece que, a julgar por seu privilégio de coroar reis, a Casa de Surena da Pártia também gozou desta posição de supremo comandante da cavalaria.
No período sassânida, é atestado na inscrição trilíngue de Sapor I (r. 240–270) do Cubo de Zaratustra, onde foi ocupado por Perozes e estava na terceira posição entre os grandes dignitários da comitiva real. Segundo M. L. Chaumont, outras atestações do título são dúbias para este período, sobretudo pela aparente confusão com o título persa-sassânida de aspabedes (comandante do exército), que é citado nas inscrições de Sapor I e Narses I (r. 293–302) em Paiculi. Para ela, o aspabides não parece ter mantido a relevância que desfrutava sob os partas; M. Rahim Shayegan, contudo, considera que é provável que o aspabides assumiu temporariamente (entre os reinados de Sapor e Narses) as funções do aspabedes, como a iconografia sugere. M. L. Chaumont também sugere que talvez este foi o ofício do posterior chefe dos savaranos (aswārān sālār ou sardār), a cavalaria de elite do Império Sassânida.